# Magnus Moltke (officer)
 Der er flere personer med dette navn, se Magnus Moltke.
Magnus Jens Godske greve Moltke (4. juli 1801 på Rønnebæksholm – 1. december 1877 i København) var en dansk officer og kammerherre.
Han var søn af Joachim Moltke (1769-1820) til Rønnebæksholm (søn af Christian Magnus Frederik Moltke) og Ellen Cathrine Kirstine Bruun de Neergaard (1778-1845) og sluttede sin karriere som ritmester. Han ejede Det Andet Nørske Fideikommis (substitutionen for Stamhuset Nør).
24. september 1824 ægtede han Elisabeth Sophie baronesse de Bretton (26. april 1801 i København – 25. maj 1869 i Preetz), datter af Lucas Uytendale baron de Bretton (1763-1823).